# Plan Monnet

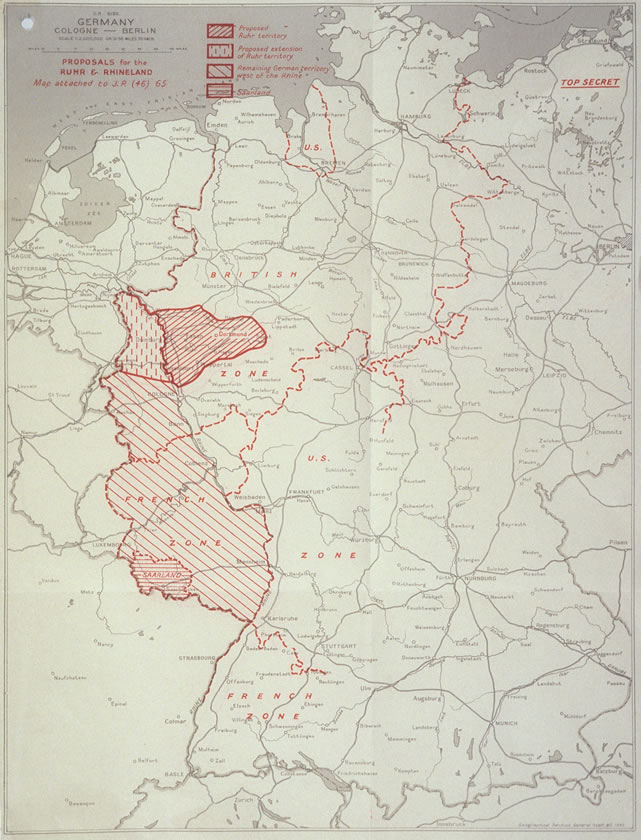
Carte britannique des propositions françaises, datant d'avril 1946. La région de la Ruhr doit être étendue à la frontière néerlandaise en incorporant des parties de la Rhénanie, et l'ensemble de ce nouveau territoire devra alors être détaché de l'Allemagne.

Le plan Monnet ou premier Plan de modernisation et d'équipement est un plan de reconstruction et de modernisation du gouvernement français après la fin de la Seconde Guerre mondiale centré sur les principales ressources nécessaires à l’économie du pays. Il a été proposé par le haut fonctionnaire français Jean Monnet dans le cadre du Commissariat général du plan pour la période 1946-1950. Le plan est adopté au début de l'année 1947.
Il proposait entre autres de donner à la France le contrôle sur les zones de production de charbon et d'acier allemand de la Ruhr et de la Sarre et d'utiliser ces ressources pour amener la France à 150 % de la production industrielle d'avant-guerre. Ce plan aurait permis de limiter de façon permanente la capacité industrielle de l'Allemagne, et d'accroître considérablement la puissance économique de la France.

## Un plan de reconstruction post-guerre

### La planification française
Le « plan Monnet » (1946-1950) était le premier plan quinquennal de modernisation et d'équipement, un plan de reconstruction de l'économie nationale qui s'inspirait fortement des précédents plans français pour faire de la France le plus grand producteur d'acier en Europe. Le but de Monnet était de moderniser l'économie française de manière à la rendre compétitive à l'échelle internationale, en particulier par rapport aux exportations allemandes. Pour mener à bien ses plans, il créa le Commissariat général du plan.

### Le premier plan
Le premier plan de modernisation et d'équipement est resté dans la mémoire collective comme celui qui, au lendemain de la deuxième guerre mondiale, a exprimé en chiffres et traduit en actions concrètes le dilemme « modernisation ou décadence ».
Ses objectifs sont de répondre à une situation de retard économique et de pénurie : faire redémarrer l'outil de production et satisfaire des besoins essentiels de la population, « élever le niveau de vie et améliorer les conditions de l'habitat et de la vie collective ». « Le Plan s'étend à la reconstitution des outillages et des équipements publics et privés endommagés ou détruits du fait des événements de guerre ».
Il est centré, de façon très sélective, sur six secteurs de base : charbon, électricité, ciment, machinisme agricole, transport et acier. Par le nombre restreint d'objectifs retenus et l'unanimité autour d'eux, le 1er plan est bien exécuté.
Le plan insuffle un nouvel état d'esprit parmi les chefs d'entreprises, sans porter atteinte à l'initiative privée. La place de l'État dans le système productif, renforcée par les nationalisations de l'après-guerre et le contrôle des prix, favorise une bonne maîtrise des évolutions économiques.
Le plan Marshall contribue à la réalisation du plan Monnet, en assurant le financement d'une grande partie des investissements des secteurs de base.
La durée initiale est prolongée jusqu'en 1952, pour harmoniser les deux calendriers.

### L’élaboration et la validation du plan
Le Plan de modernisation et d’équipement a été élaboré en coopération avec les ministères intéressés, sur la base des travaux de dix-huit commissions de modernisation et d’équipement. Ces dernières étaient composées de chefs d’entreprise, de syndicalistes et de fonctionnaires.
Lors de la première séance du Conseil du Plan, le 16 mars 1946, le commissaire général présente à ses membres un premier rapport qui sert de base au travail des commissions. Le 27 novembre 1946, le Conseil du Plan est réuni une deuxième fois pour examiner le Rapport général du premier Plan de modernisation et d’équipement qui leur est remis par Jean Monnet. C’est au cours de la troisième et dernière session du Conseil du Plan convoqué le 7 janvier 1947 que ses membres entérinent le Rapport général et adoptent ses conclusions.
Le 14 janvier 1947, le gouvernement décide de mettre en œuvre le plan Monnet, par décret no 47-119 (16 janvier 1947).

## L’impact sur l’Allemagne

### Contexte franco-allemand
Les premiers plans français s’intéressaient à garder une Allemagne faible et à renforcer l'économie française au détriment de celle de l'Allemagne. La politique étrangère française visait à démanteler l'industrie lourde allemande, placer les riches bassins charbonniers de la Ruhr et de la Rhénanie sous contrôle français ou au minimum de les internationaliser, et aussi joindre la Sarre, riche en charbon, avec la région Lorraine riche en fer (qui avait été reprise des mains de l'Allemagne et réintégrée à nouveau à la France en 1944). Quand les diplomates américains rappelèrent à la France quel effet dévastateur cela aurait sur l'économie allemande, la réponse de la France fut de suggérer que les Allemands n’auraient qu’à « faire les ajustements nécessaires » pour faire face à l’inévitable déficit commercial.

### Le plan concernant l’Allemagne
L'Allemagne fut considérée comme un outil nécessaire pour la réalisation des plans. Les augmentations de production d'acier prévues à 15 millions de tonnes d'acier par an ne pourraient être atteints par le remplacement d'anciennes exportations allemandes d'acier et en augmentant les importations de charbon et de coke allemand, rendant le contrôle de cette ressource allemande vitale.
Depuis la fin de 1945, les propositions françaises pour la zone du bassin houiller allemand à l’est du Rhin avaient été de le transformer en un État international avec sa propre monnaie et ses douanes et supervisé par une autorité internationale qui comprendrait les États-Unis et la France. Une partie de la raison de ces propositions fut, en 1946, expliqué aux États-Unis par un diplomate français des Affaires étrangères : « Afin d’accroitre notre sécurité militaire, nous préférons augmenter la production française d'acier au détriment de la Ruhr ». Les plans français pour l'expansion industrielle nécessitaient un million de travailleurs supplémentaires pendant 4 ans, la France prévoyait donc de garder aussi longtemps que possible, les prisonniers allemands employés dans l'industrie minière, l'agriculture et la reconstruction.
Le Royaume-Uni et les États-Unis furent réticents pour approuver les demandes françaises, car ils craignaient que cela ne conduisit à une augmentation de l'influence soviétique.
Monnet écrivit par la suite à Schuman que pour conjurer les dangers actuels il n'y avait qu'une seule solution ; cela « ne sera possible que par la création d'une fédération de l'ouest ».
Le ministre français des Affaires étrangères Robert Schuman déclara dans un discours que le plan Schuman était en réalité la poursuite du plan Monnet, et que c'est uniquement par souci de soutenir les exportations d'acier français qu'ils s’étaient attelés à cette tâche. Selon le professeur Dr Hans Ritschl, ce discours n'a jamais été écrit pour atteindre les oreilles allemandes.

### La Sarre

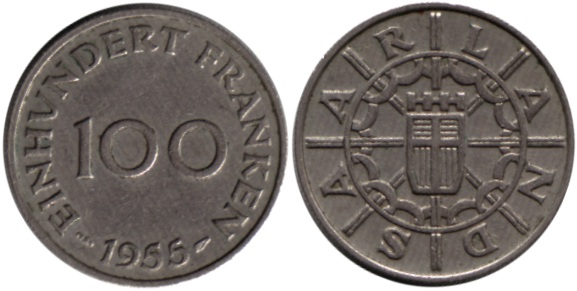
Pièce de 100 francs sarrois.

En 1947, la France détacha la région de la Sarre, riche en charbon, de l'Allemagne. Elle devint le protectorat de la Sarre sous contrôle économique français. La zone retourna sous administration allemande le 1er janvier 1957, mais la France conserva le droit d'exploiter ses mines de charbon jusqu'en 1981.
Étant un protectorat, la région de la Sarre fut intégrée économiquement à la France et bien que politiquement indépendante, sa sécurité et sa politique étrangère étaient dictées par la France. En outre, la France maintint un haut-commissaire en Sarre avec des pouvoirs étendus.
Les industries minières et sidérurgiques étaient les principales industries de la région. En 1946, la France avait revendiqué la propriété des mines, et également introduit une frontière douanière entre la Sarre et le reste de l'Allemagne. En 1947, la Régie des Mines de la Sarre prit le contrôle opérationnel de l'industrie minière de la Sarre. Au cours de 1946, la production des mines représenta un tiers de la production charbonnière française et en 1949 un quart de la production française. Sans le charbon de la Sarre, la production française d'acier aurait été sensiblement plus faible.
Les partis prônant un retour de la Sarre à l'Allemagne furent interdits, avec la conséquence que l'Allemagne de l'Ouest ne reconnut pas la légalité démocratique du gouvernement de la Sarre. Konrad Adenauer déclara : « Le terme protectorat serait peut-être encore trop gentil. On pourrait plutôt parler de colonie. Mais je ne le ferai pas. » (« Der Name ‚Protektorat’ wäre vielleicht noch zu gut. Man könnte eher von einer ‚Kolonie’ sprechen – doch das werde ich nicht tun. »).
Compte tenu de la poursuite du conflit entre l'Allemagne et la France sur l'avenir de la Sarre, des efforts ont été faits par les autres pays d'Europe occidentale pour trouver une solution à ce problème potentiellement dangereux. Placée sous une pression internationale croissante, la France accepta finalement un compromis. Le territoire de la Sarre devait être européanisé dans le contexte de l'Union de l'Europe occidentale. La France et l'Allemagne convinrent dans les accords de Paris que jusqu'à ce qu'un traité de paix soit signé avec l'Allemagne, la Sarre serait régi par un « statut » qui devait être supervisé par un commissaire européen qui serait à son tour responsable devant le Conseil des ministres de l'Union de l'Europe occidentale. La Sarre devra toutefois rester dans une union économique avec la France,.
Malgré l'adoption de ce statut par l'Allemagne de l'Ouest, le référendum de 1955 en Sarre, qui était nécessaire pour que ce statut puisse entrer en vigueur, conclut à son rejet par 67,7 % de la population. En dépit des déclarations françaises pré-référendaires qu'un « non » à la loi aurait tout simplement pour résultat que la Sarre resterait dans son état précédent, c’est-à-dire un territoire sous contrôle français, l’affirmation du groupe de campagne pour le « non » à la loi que cela conduirait à l'unification avec l'Allemagne de l'Ouest s'avéra être correct.
La Sarre fut politiquement réintégrée à l'Allemagne de l'Ouest le 1er janvier 1957, mais sa réintégration économique prit de nombreuses années supplémentaires. En contrepartie de son accord pour céder la Sarre, la France demanda et obtint les concessions suivantes :
- La France fut autorisée à extraire le charbon du gisement de charbon Warndt jusqu'en 1981.
- L’Allemagne dut consentir à la canalisation de la Moselle. Cela permit la réduction des coûts de transport français pour l'industrie sidérurgique de Lorraine.
- L’Allemagne dut consentir à l'enseignement du français comme première langue étrangère dans les écoles de la Sarre. Bien que n'étant plus contraignant, l'accord est toujours majoritairement appliqué[12],[13].

Conséquence mineure des efforts français pour franciser le territoire, il était le seul des territoires occupés de l'Ouest à ne pas accepter de réfugiés issus de l'expulsion des Allemands des provinces de l'Est et des colonies allemandes ailleurs en Europe de l'Est. La France ne voulait pas augmenter la population de langue allemande dans le territoire.

### La région de la Ruhr

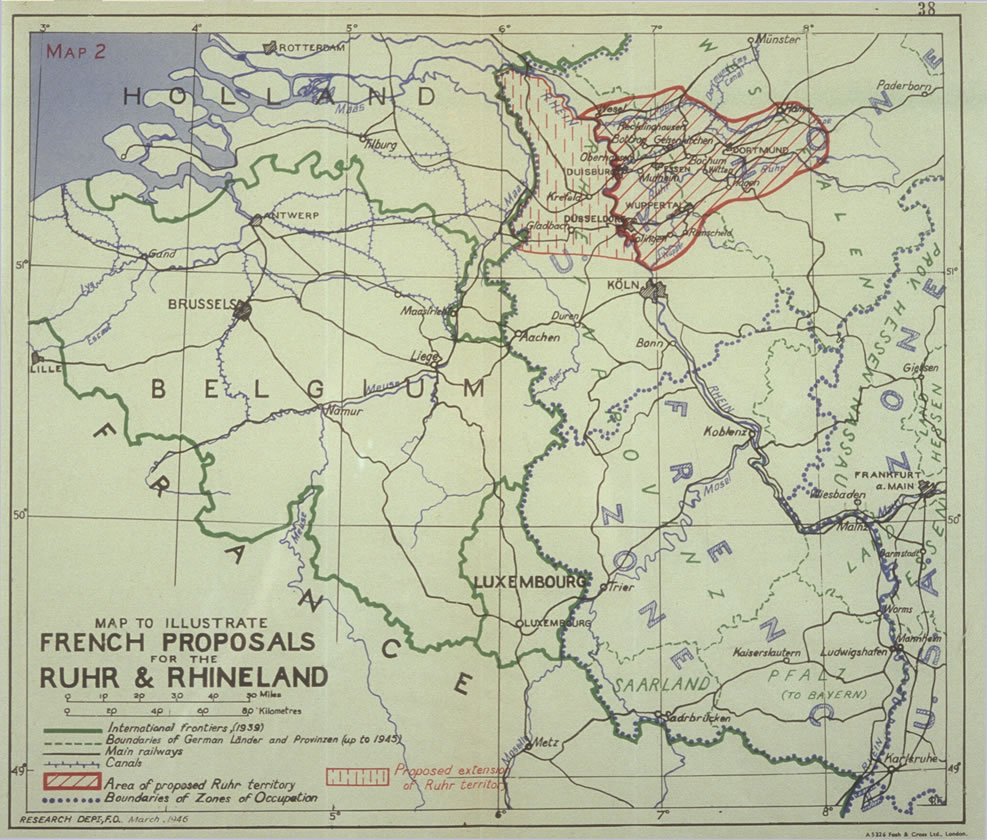
Carte montrant les détails de la proposition française pour le détachement de la région de la Ruhr de l’Allemagne.

En septembre 1946, le gouvernement américain déclara dans le discours de Stuttgart qu'il accepterait les demandes françaises sur la Sarre, mais que « les États-Unis ne soutiendront aucun empiètement sur le territoire qui est incontestablement allemand ou d'une division de l'Allemagne, qui n'est pas vraiment souhaitée par les personnes concernées. Autant que les États-Unis le sache la population de la région de la Ruhr et de la Rhénanie désire rester unis avec le reste de l'Allemagne, et les États-Unis ne va pas s'opposer à leur désir ».
Les États-Unis étaient, à ce moment-là, de plus en plus préoccupés par le risque que l'Allemagne occidentale glisse dans le camp communiste, et un détachement de la Ruhr de l’Allemagne était considéré comme dangereux de ce point de vue.
La France avait, depuis la fin de la guerre, sur la base du plan Monnet, demandé à plusieurs reprises que la Ruhr soit détachée de l'Allemagne. La production d'acier de la Ruhr avait repris en dépit des interdictions et des restrictions sur la production, et malgré le démantèlement des usines de production. Lors des préparatifs pour la fondation de la République fédérale d'Allemagne, la France renouvela la demande que la production allemande de charbon et d'acier de la Ruhr devaient être contrôlée.
En 1949, l'Autorité internationale de la Ruhr fut imposée aux Allemands (de l’Ouest) comme une condition préalable pour leur permettre d'établir la République fédérale d'Allemagne En contrôlant la production et la distribution du charbon et de l'acier (c’est-à-dire, combien de charbon et d'acier les Allemands pourraient obtenir), l'Autorité internationale de la Ruhr contrôlait en fait toute l'économie ouest-allemande, à la grande consternation des Allemands. Ludwig Erhard qualifia ce statut de « tragique erreur », ce qui aurait pour conséquence que « les conditions de vie du peuple allemand ne dépendraient plus sur des efforts, de la diligence et des politiques sociales allemandes, mais serait plutôt dans les mains des concurrents de l’industrie allemande ».
Le démantèlement industriel de la Ruhr se poursuivit en 1949, avec des travailleurs allemands essayant de se barricader dans les usines promises au démantèlement pour protester. Les Allemands furent autorisés à envoyer leurs délégations à l'autorité de la Ruhr après la signature de l'accord de Petersberg. La liste des industries devant être démantelés dans la Ruhr fut réduite à la suite de l'accord, mais le démantèlement se poursuivit jusqu'à la mi-1950. Le 24 novembre, deux jours après l'accord de Petersberg, il y eut un débat houleux au parlement allemand à ce sujet-là. Konrad Adenauer fit valoir pour défendre l'accord que s'il avait procédé autrement, alors dans les 8 semaines le démantèlement industriel aurait atteint un niveau insupportable. Le chef de l'opposition Kurt Schumacher répondit en qualifiant Adenauer de « chancelier des Alliés ».
En 1951, l'Allemagne de l'Ouest accepta de rejoindre en 1952 la Communauté européenne du charbon et de l'acier, cela fut fait dans le but de lever les restrictions industrielles imposées par l'Autorité internationale de la Ruhr, assurant ainsi également la sécurité de la France en perpétuant l’accès français au charbon de la Ruhr, les activités et les droits de l'Autorité internationale de la Ruhr furent pris en charge par la Communauté européenne du charbon et de l'acier.